# Fußball-Bundesliga/Rekorde/Hannover 96
Der Artikel Fußball-Bundesliga/Rekorde/Hannover 96 listet die vereinsspezifischen Rekorde von Hannover 96 auf, die mit Bezug auf die Zugehörigkeit zur deutschen Fußball-Bundesliga gehalten werden.
Der Verein ist aktuell kein Bundesligist (Stand: Saison 2025/26).
Siehe auch: 

## Vorbemerkung
Es besteht eine Unterteilung zwischen Positiv- und Negativrekorden sowie vereinsinternen Bestmarken. Weitere Rekorde, die dem Verein nicht zuzuordnen sind, werden im Hauptartikel unter „Allgemein“ gelistet. Dort bestehen zudem die Rubriken „Trainerspezifische Rekorde“, „Schiedsrichterspezifische Rekorde“ sowie „Sonstige Rekorde“. Es besteht außerdem die Möglichkeit „In nächster Zeit möglicherweise fallende Bestmarken“ im unteren Bereich der Hauptseite festzuhalten, bzw. die neuen Rekorde an die passenden Stellen einzusortieren. Wenn möglich, wird zu einem Positivrekord auch der Negativrekord als Gegenstück gelistet (und andersrum). Die Liste erhebt keinen Anspruch auf Vollständigkeit.

## Hannover 96
Aktuelle Platzierung in der Ewigen Tabelle der Fußball-Bundesliga: Platz 16 von 58 (Stand: 34. Spieltag 2024/25)

### Positivrekorde
- Anzahl Spiele in Folge mit mindestens fünf erzielten Toren: 3 (1965/66, gemeinsam mit dem 1. FC Kaiserslautern, 1983/84, dem FC Bayern, 2. März 2019 – 17. März 2019 und Borussia Dortmund, 2019/20)
- Klassenerhalt trotz 9 Niederlagen in Folge: 2009/10[2]
- Anzahl Auswärtssiege eines Aufsteigers in einer Saison: 8 (2002/03, gemeinsam mit dem FC Bayern, 1965/66, und RB Leipzig, 2016/17, Stand: 34. Spieltag 2023/24)[3]

### Negativrekorde
- meiste Strafstöße innerhalb einer Saison verursacht: 17 (1985/86)[4]
- meiste Niederlagen in Serie zu Beginn der Rückrunde: 7 (2009/10; gemeinsam mit der TSG Hoffenheim, 2022/23)[5]
- meiste Eigentore in einem Spiel erzielt: 3 (bei der 3:5-Niederlage bei Borussia Mönchengladbach am 12. Dezember 2009)[6]
- frühester Platzverweis mit Gelb-Rot: Mame Diouf (für Hannover 96 gegen Hoffenheim am 26. Oktober 2013) wurde in der 11. Minute mit Gelb verwarnt, erhielt in der 12. Minute die zweite Gelbe Karte und musste mit Gelb-Rot vom Platz.[7]

### Vereinsintern
- Rekordspieler: Steve Cherundolo (302 Einsätze)[8]
- Rekordtorhüter: Horst Podlasly (187 Einsätze)[9]
- Rekordtorschütze: Hans Siemensmeyer (72 Tore)[10]
- ältester Spieler: Michael Tarnat (39 Jahre, 6 Monate und 19 Tage)[11]
- höchster Sieg: 6:0 (gegen Borussia Neunkirchen, am 18. Dezember 1965)[12]
- höchste Niederlage: 0:7 (2×)[13]
  - gegen den FC Bayern (31. Spieltag 2009/10)
  - gegen den VfB Stuttgart (22. Spieltag 1985/86)
    - auch höchste Auswärtsniederlage: 0:7 (2×, Stand: 12. Spieltag 2024/25)[13]
      - gegen den FC Bayern (31. Spieltag 2009/10)
      - gegen den VfB Stuttgart (22. Spieltag 1985/86)
- höchste Heimniederlage: 1:6 (gegen den FC Bayern, am 30. Spieltag 2012/13, Stand: 12. Spieltag 2024/25)[13]